# Уфимский университет науки и технологий
ФГБОУ ВО Уфимский университет науки и технологий (Уфимский университет науки и технологий, УУНиТ; Уфимский университет) — высшее учебное заведение в городе Уфа, созданное в 2022 в результате объединения (слияния) классического Башкирского государственного университета — старейшего вуза Башкортостана, основанного в 1909, и Уфимского государственного авиационного технического университета, основанного в 1932, входившего в ТОП-100 лучших вузов России до 2022 и занимавший 25-е место среди российских вузов в рейтинге лучших вузов мира в 2021.
В 2023 году университет занял 12 место в Списке крупнейших университетов России по количеству студентов с 26 919 студентами, и 60 место в России по количеству иностранных студентов — 1534 человека.

## История
В январе 2021 стало известно об объединении двух вузов города Уфы — БашГУ, основанного в 1909, и УГАТУ, основанного в 1932. 15 февраля 2021 Глава Башкортостана Радий Хабиров заявил, что решение об объединении двух уфимских вузов принято и не подлежит отмене: «Решение принято, оно должно быть исполнено». 18 февраля 2021 состоялась пресс-конференция по вопросам слияния двух вузов. В апреле 2021 учёными советами двух вузов принято решение об объединении.
В августе 2021 стало известно название нового вуза — Уфимский университет науки и технологий, когда за счёт объединения двух вузов республика должна была получить федеральный грант программы «Приоритет-2030» размером 1 млрд рублей. Основной грант в размере 100 млн рублей на ещё не созданный вуз получен БашГУ в октябре 2021. Также БашГУ дополнительно получил грант в 142 млн рублей.
В январе 2022 на ещё не объединённый университет власти республики выделили 200 млн рублей — на гранты студентам УГНТУ и будущего Уфимского университета.
Создан на основании Приказа № 644 Министра науки и высшего образования Российской Федерации от 8 июля 2022 путём реорганизации (слиянии) двух университетов Уфы — БашГУ и УГАТУ. Согласно приказу, филиалы БашГУ и УГАТУ в городах Бирск, Нефтекамск, Сибай, Стерлитамак, Ишимбай и Кумертау становятся филиалами Уфимского университета. Новый вуз после слияния должен был открыться 1 сентября 2022.
Объединение университетов вызвало общественный резонанс и критику учёными, преподавателями, сотрудниками и обучающимися двух вузов и республики.
Слияние вузов было отложено на два месяца и завершилось  1 ноября 2022 года — Уфимский университет был внесён в Единый государственный реестр юридических лиц, его возглавил Вадим Захаров. В дипломах выпускников Уфимского университета, поступивших в 2022, значатся два вуза — тот, в который поступил (БашГУ или УГАТУ), и тот, который окончил — Уфимский университет. В последующих выпусках только один.

## Структура
Уфимский университет науки и технологий является партнёром многих колледжей Уфы такие как УКРТБ.